# Valea Timișului, Caraș-Severin
Valea Timișului (1924: Cârpa) este un sat în comuna Buchin din județul Caraș-Severin, Banat, România.

## Legături externe

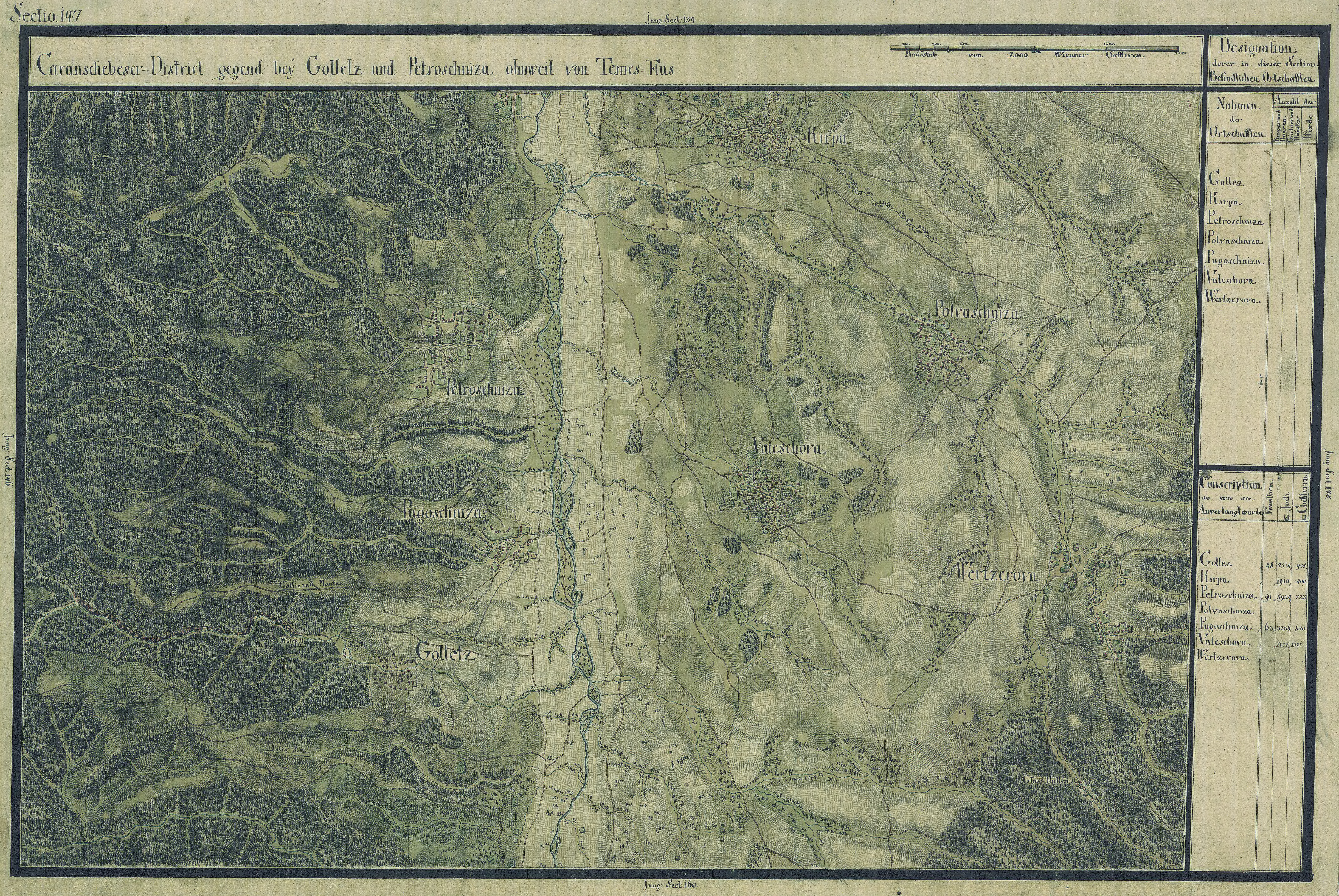
Valea Timişului în Harta Iosefină a Banatului, 1769-72